# Mohamed Sobhy (football, 1981)
 (septembre 2023).
Si vous disposez d'ouvrages ou d'articles de référence ou si vous connaissez des sites web de qualité traitant du thème abordé ici, merci de compléter l'article en donnant les références utiles à sa vérifiabilité et en les liant à la section « Notes et références ».
Cet article concerne le footballeur égyptien né en 1981. Pour le footballeur égyptien né en 1999, voir Mohamed Sobhi (football, 1999).
Mohamed Sobhy est un footballeur égyptien né le 30 août 1981 à Ismailia qui évolue au poste de gardien de but.
Il a remporté la Coupe d'Afrique des nations 2008 avec l'équipe d'Égypte.

## Carrière
- 2001- : Ismaily SC ( Égypte)